# Droga wojewódzka nr 328
Droga wojewódzka nr 328 (DW328) – droga wojewódzka w województwie lubuskim i dolnośląskim. Droga łączy Nowe Miasteczko z Marciszowem. Jej długość wynosi ok. 118 km. Przy Chojnowie łączy się przez 1,5 km z drogą krajową nr 94. W węźle "Chojnów" bezkolizyjnie przecina autostradę A4 E40. Droga o klasie technicznej G i Z. Odcinki między Chocianowem i Przemkowem (Przemków – Wilkocin i Wysoka – Jakubowo Lubińskie) posiadają nawierzchnię brukowaną kostką kamienną granitową.

## Miejscowości leżące przy trasie DW328

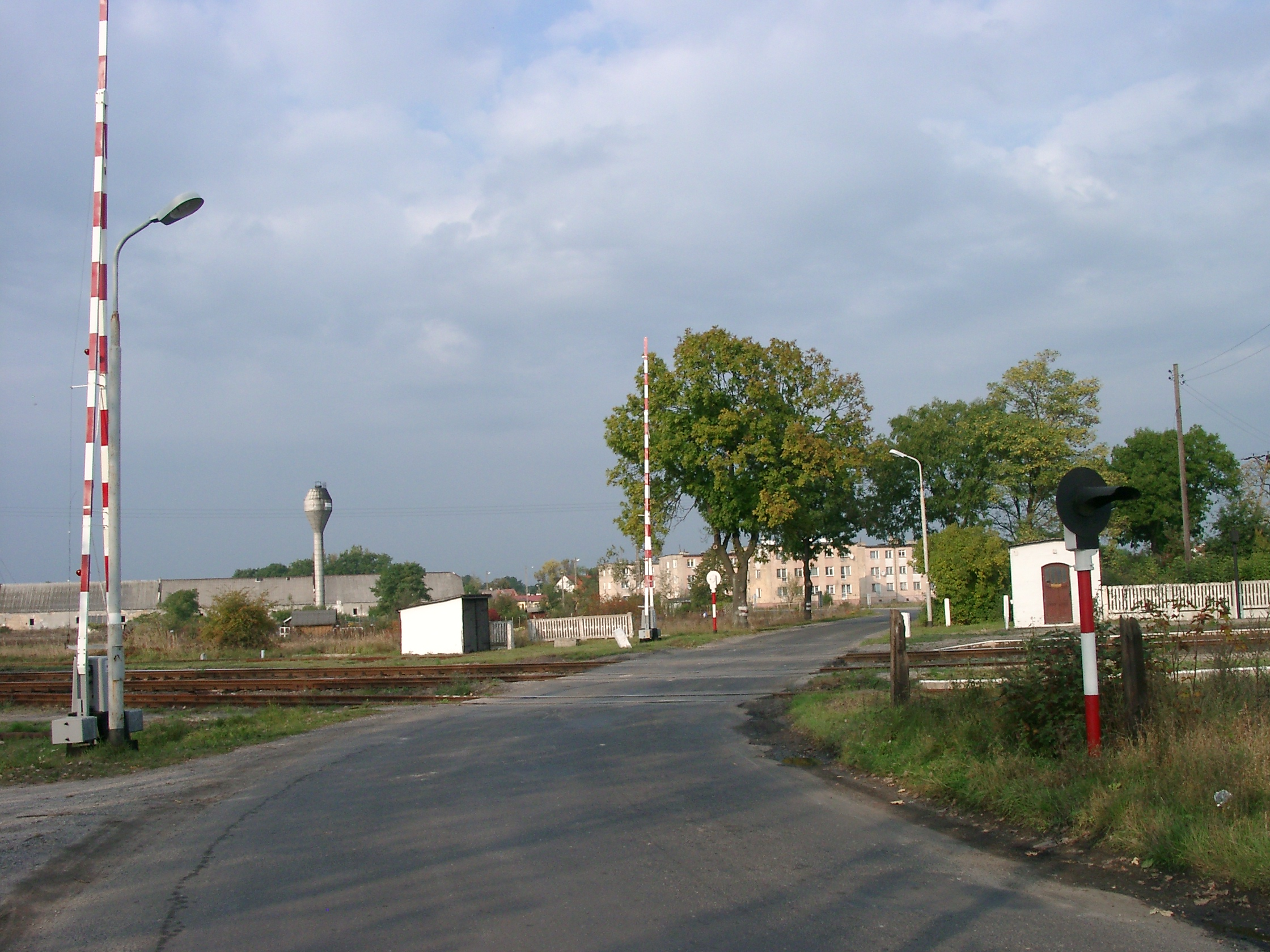
Przejazd kolejowy w Rokitkach

- Przejazd kolejowy w RokitkachNowe Miasteczko – DW293
- Mycielin
- Niegosławice
- Przemków – DK12
- Wysoka
- Jakubowo Lubińskie
- Chocianów – DW331
- Rokitki
- Chojnów – DW335, DK94, A4
- Gołaczów
- Złotoryja – DW363, DW364
- Nowy Kościół
- Świerzawa
- Stara Kraśnica – DW365
- Wojcieszów
- Kaczorów – DK3
- Marciszów – DK5